# Cueva marina

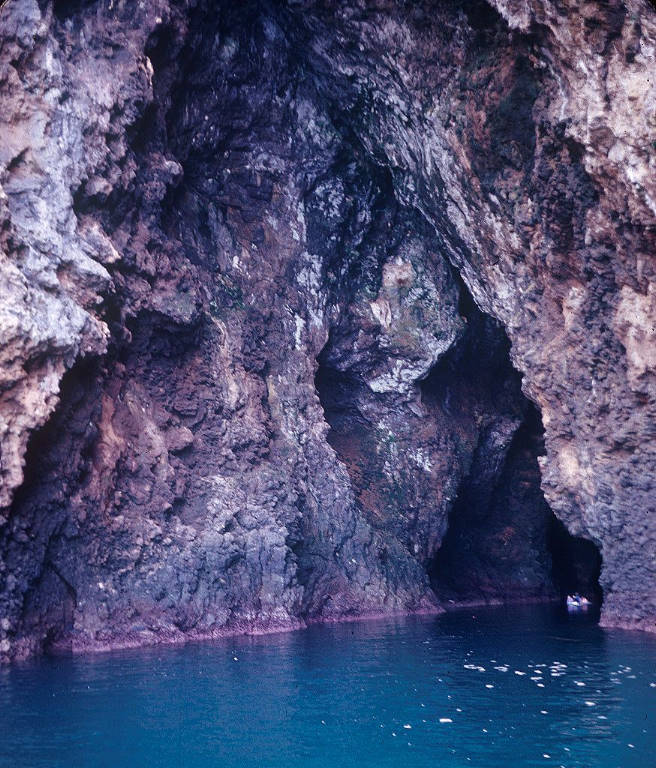
Formación de cuevas marinas a lo largo de una falla en la isla Santa Cruz, California

Una cueva marina, también conocida como cueva litoral, es un tipo de cueva formada principalmente por la acción de las olas del mar. El proceso principal involucrado es la erosión. Las cuevas marinas se encuentran en todo el mundo, formándose activamente a lo largo de las costas actuales y como cuevas marinas relictas en antiguas costas. Algunas de las cuevas excavadas por las olas más grandes del mundo se encuentran en la costa de Noruega, pero ahora se encuentran a 100 pies o más sobre el nivel actual del mar. Por el contrario, en lugares como la bahía de Phang Nga en Tailandia, las cuevas de piedra caliza formadas por soluciones han sido inundadas por el aumento del nivel del mar y ahora están sujetas a la erosión, lo que representa una nueva fase de su ampliación.
Algunas de las cuevas marinas más conocidas son europeas. La gruta de Fingal, en la isla escocesa de Staffa, es una cueva espaciosa de unos 70 m de largo, formada en columnares basálticos. La Gruta Azul de Capri, aunque más pequeña, es famosa por la aparente calidad luminiscente de su agua, impartida por la luz que pasa a través de aberturas submarinas. Los romanos construyeron una escalera en su parte trasera y un túnel ahora derrumbado hacia la superficie. Las islas griegas también destacan por la variedad y belleza de sus cuevas marinas. Se han estudiado numerosas cuevas marinas en Inglaterra, Escocia y Francia, especialmente en la costa de Normandía. Hasta 2013, las cuevas marinas más grandes conocidas se encontraban a lo largo de la costa oeste de Estados Unidos, las islas hawaianas y Shetland. En 2013 se anunció el descubrimiento y estudio de la cueva marina más grande del mundo. La cueva Matainaka, ubicada en la costa de Otago en la Isla Sur de Nueva Zelanda, ha demostrado ser la más extensa del mundo con 1,5 kilómetros de longitud. También en 2013, se informó sobre un complejo recientemente estudiado que alcanzaba poco más de un kilómetro en Bethells Beach en la Isla Norte de Nueva Zelanda.

## Formación

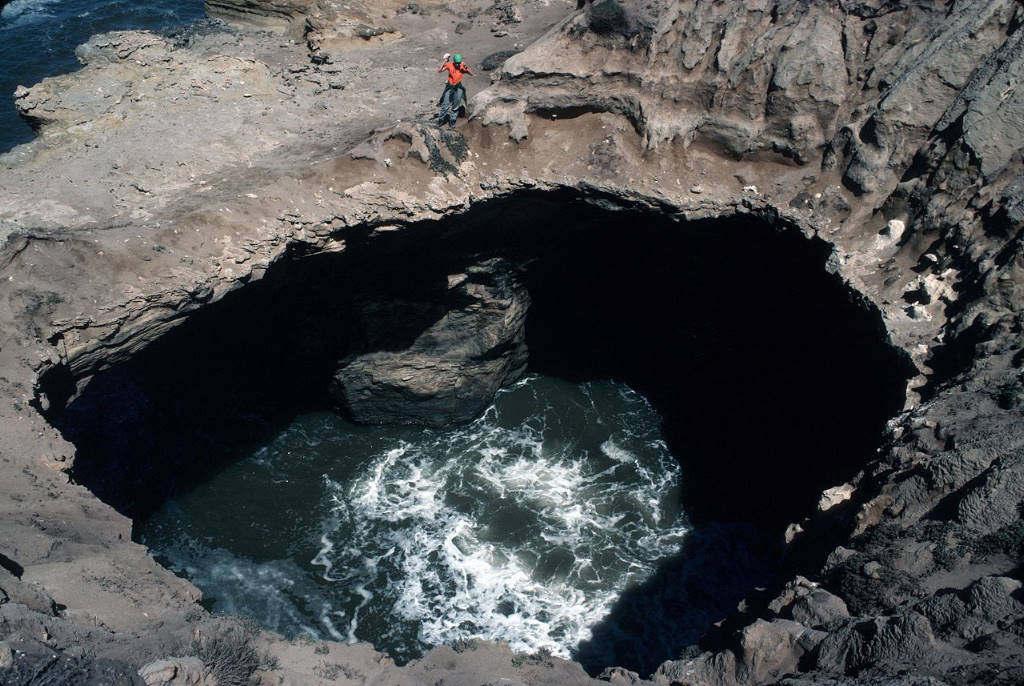
Colapso del techo de una cueva marina

Las cuevas litorales se pueden encontrar en una amplia variedad de rocas hospedantes, desde sedimentarias hasta metamórficas e ígneas, pero las cuevas en estas últimas tienden a ser más grandes debido a la mayor resistencia de la roca hospedante. Sin embargo, existen algunas excepciones notables, como se analiza a continuación.
Para formar una cueva marina, la roca anfitriona debe contener primero una zona débil. En las rocas metamórficas o ígneas, esto suele ser una falla, como en las cuevas de las Islas del Canal de California, o un dique, como en las grandes cuevas marinas de Kauai, en el Parque Costa de Na Pali de Hawái. En rocas sedimentarias, esto puede ser una partición en el plano del lecho o un contacto entre capas de diferente dureza. Esto último también puede ocurrir en rocas ígneas, como en las cuevas de la isla Santa Cruz en California, donde las olas han atacado el contacto entre el basalto andesítico y el aglomerado.
La fuerza impulsora en el desarrollo de las cuevas litorales es la acción del oleaje. La erosión continúa en cualquier lugar donde las olas golpean las costas rocosas, pero donde los acantilados contienen zonas de debilidad, la roca se elimina a un ritmo mayor. A medida que el mar llega a las fisuras así formadas, estas comienzan a ensancharse y profundizarse debido a la tremenda fuerza ejercida dentro de un espacio confinado, no sólo por la acción directa del oleaje y las partículas de roca que soporta, sino también por la compresión del aire en su interior. Los bufaderos (cuevas parcialmente sumergidas que expulsan grandes chorros de agua de mar a medida que las olas se retiran y permiten una rápida reexpansión del aire comprimido en su interior) dan fe de este proceso. A la potencia hidráulica de las olas se suma la fuerza abrasiva de la arena y las rocas en suspensión. 

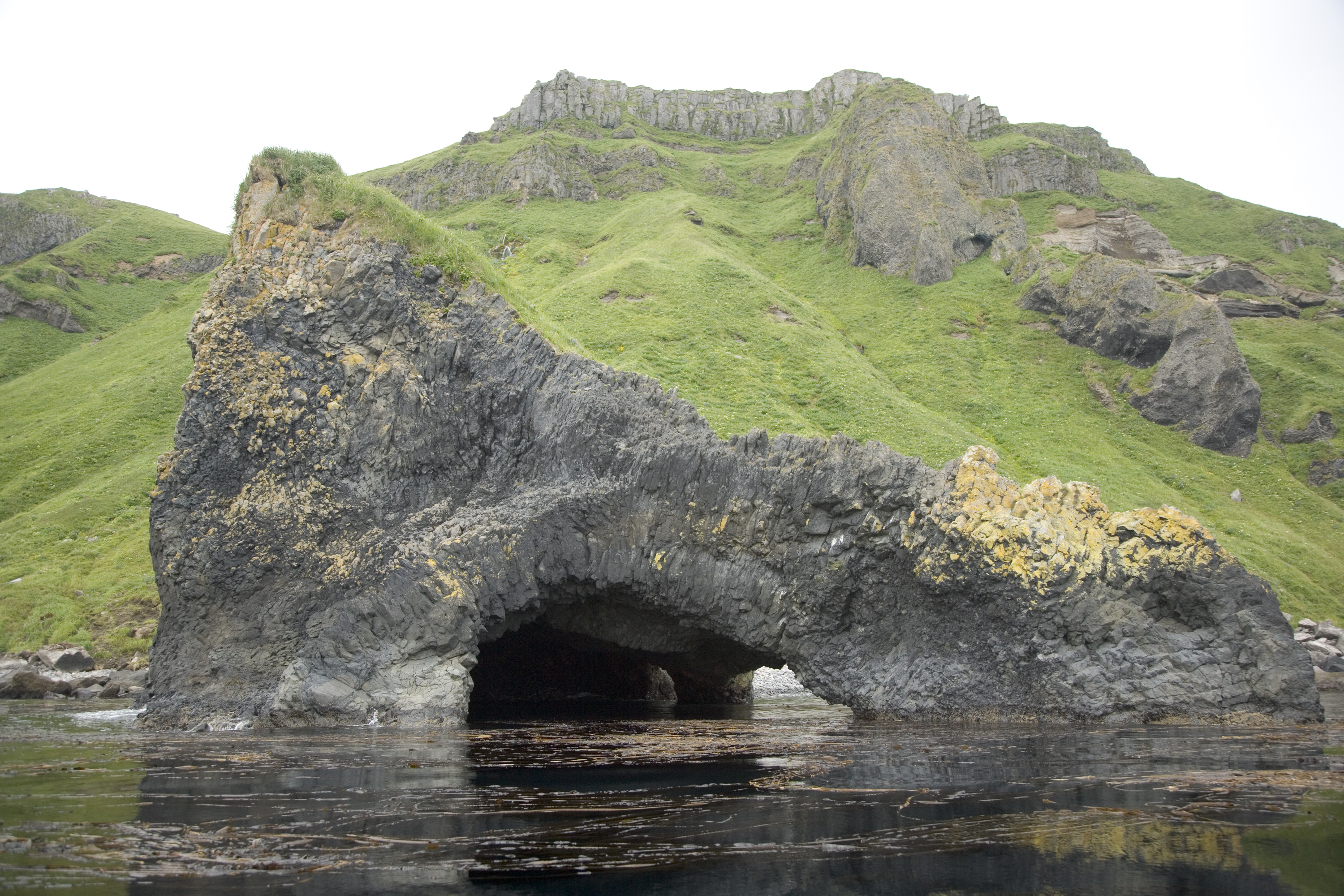
Cueva marina basáltica en la isla Akun, en Alaska

Las verdaderas cuevas litorales no deben confundirse con cuevas del tierra dentro que se han cruzado y revelado cuando la línea de un acantilado se erosiona, o con vacíos de disolución formados en la zona litoral de algunas islas tropicales. En algunas regiones, como Ha-Long en Vietnam, se encuentran cuevas en rocas carbonatadas en zonas costeras que se están ampliando por procesos litorales, pero que originalmente se formaron por disolución. Este tipo de cuevas se denominan cuevas híbridas.

## Factores que influyen en el tamaño
La mayoría de las cuevas marinas son pequeñas en relación con otros tipos de cuevas. Una recopilación de estudios de cuevas marinas hasta julio de 2014 muestra solo dos cuevas mayores a los 1000 m de longitud, seis de más de 400 m, nueve de más de 300 m, 25 de más de 200 m y 108 de más de 100 m.

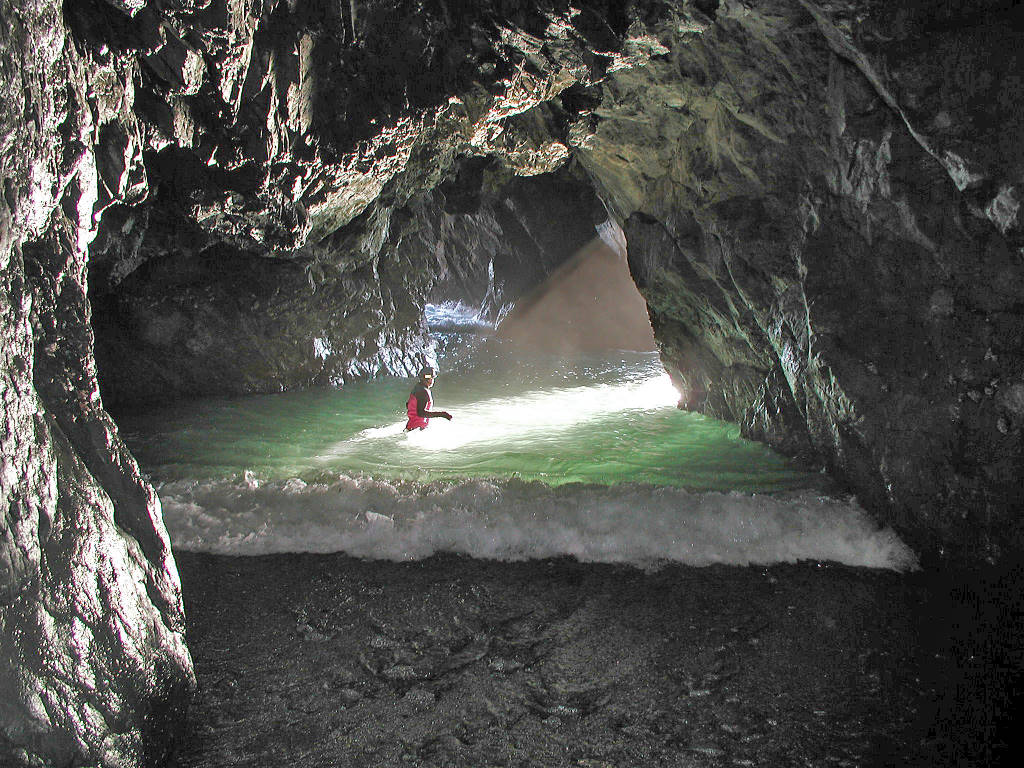
Explorando una cueva marina

El tipo de roca huésped también es importante. La mayoría de las grandes cuevas marinas de la costa este de Estados Unidos y de Hawái son de basalto, una roca huésped fuerte en comparación con la roca sedimentaria. Este tipo de cuevas puede penetrar profundamente en los acantilados, donde la mayor parte de la superficie se erosiona con relativa lentitud. En rocas más débiles, la erosión a lo largo de una zona más débil puede no superar en gran medida la de la pared del acantilado. Sin embargo, la cueva marina más grande del mundo se formó en la muy fracturada arenisca de Caversham, en Nueva Zelanda, lo que cambió nuestra comprensión sobre qué rocas anfitrionas pueden formar grandes cuevas marinas.
El tiempo es otro factor. La zona litoral activa cambia a lo largo del tiempo geológico debido a una interacción entre el cambio del nivel del mar y el levantamiento regional. Las glaciaciones recurrentes durante el Pleistoceno han modificado el nivel del mar en un rango vertical de unos 200 metros. Así, en la costa noruega hay enormes cuevas marinas que actualmente se elevan a 30 metros o más sobre el nivel del mar. La datación por sedimentos de la mayor de ellas (la cueva Halvikshulen en Osen, de 340 m de longitud) muestra que se formó durante un período de al menos un millón de años, por lo que bien podría ser la cueva más larga del mundo.excavada por olas. La cueva más grande por volumen es la cueva Rikoriko en las Islas Poor Knights en Nueva Zelanda con 221.494 m3.
Las cuevas marinas pueden resultar muy complejas donde convergen numerosas zonas de debilidad. En Catacombs Cave en Anacapa (California) se cruzan al menos seis fallas. En varias cuevas de las Islas del Canal de California, largos pasajes de fisuras se abren hacia grandes cámaras más allá, lo que está invariablemente asociado con la intersección de una segunda falla orientada casi perpendicularmente a la del pasaje de entrada. Cuando las cuevas tienen múltiples entradas, están expuestas a una mayor acción de las olas y, por lo tanto, pueden crecer relativamente más rápido. Una cueva excepcionalmente grande está debajo del islote Fogla Skerry, frente a la costa de Papa Stour, en las Islas Shetland.